# Lucretia Redan
Lucretia Redan (Paramaribo, 21 juni 1962) is een Surinaams diplomaat en bestuurder. Sinds 2014 was ze rond drie jaar zaakgelastigde van Suriname in Nederland, bij afwezigheid van een ambassadeur. Daarvoor was ze onderdirecteur voor consulaire zaken op het ministerie van Buitenlandse Zaken en hoofd Humanresourcesmanagement van de Surinaamse Politie.

## Biografie
Redan werd in Paramaribo geboren en studeerde van 1981 tot 1985 voor Hoger Officier aan de hbo-opleiding van het Korps Politie Suriname. Daarna werkte ze ongeveer dertig jaar voor de politie, onder meer als docent politie en mensenrechten, bestuurskunde en personeelsbeleid. De laatste zes jaar was ze afdelingshoofd voor Humanresourcesmanagement en lid van het managementteam.
Ze deed er van 2004 tot 2005 een studie humanresourcesmanagement naast aan de Universiteit van Suriname en de Avans Hogeschool. Vervolgens studeerde ze aan het F.H.R. Lim A Po-instituut in governance en rondde dit in 2007 af met een Master of Public Administration (MPA). Van 2008 tot 2009 studeerde ze internationale relaties aan de University of the West Indies in Trinidad en Tobago, dat ze eveneens afrondde met een mastergraad.
Rond 2011 werd ze onderdirecteur voor consulaire zaken op het ministerie van Buitenlandse Zaken. Toen in september 2014 de post van zaakgelastigde vrijkwam in Nederland, volgde ze Chantal Doekhi op. Deze functie was de hoogste vertegenwoordiging van Suriname in Nederland, omdat het land van 2010 tot 2020 geen ambassadeur afvaardigde. Hier bleef ze aan tot de zomer van 2017. Ze werd ad interim opgevolgd door Ebu Jones.
Sinds 20 juli 2017 maakt Redan deel uit van het Ondersteuningsteam Korps Politie Suriname. Dit team is ingesteld om het vertrek van korpschef Agnes Daniël op te vangen.
Tot juni 2019 was ze directeur Operationele Diensten bij Justitie & Politie.